# Bajdżu

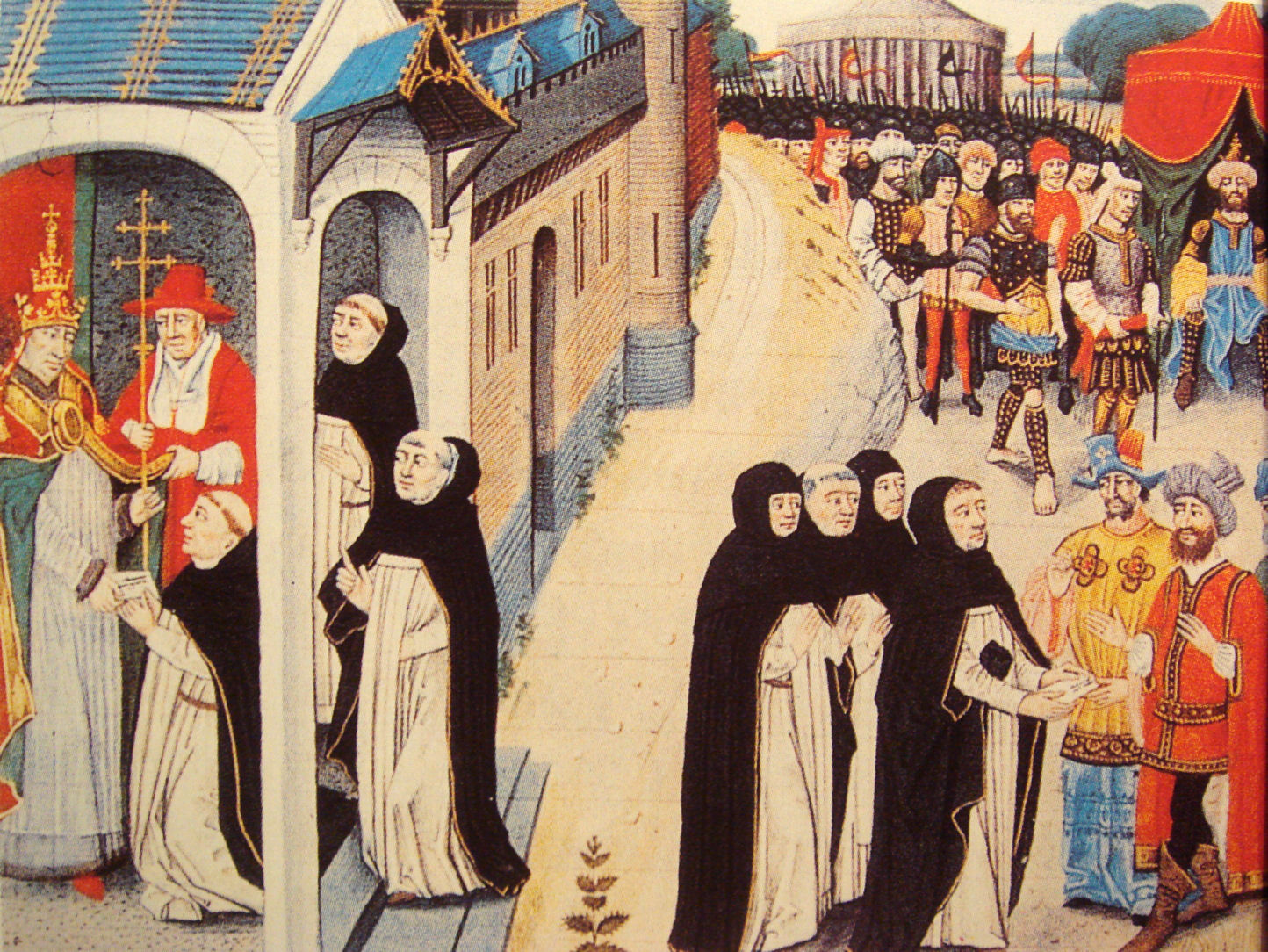
Poseł papieża Innocentego IV otrzymuje od niego list (po lewej), a następnie przekazuje go Bajdżu (po prawej)

Bajdżu (albo Baczu) (? - zm. ok. 1261) – mongolski wódz i namiestnik północno-zachodniego Iranu.
Pochodził z rodu Besut wchodzącego w skład plemienia Mongołów i był krewnym wodza Czyngis-chana Dżebe. Wziął udział w ataku na Isfahan w roku 1228, a następnie brał udział w walkach na Kaukazie i Bliskim Wschodzie jako zastępca Czormagana, który w roku 1229 został mianowany mongolskim naczelnym dowódcą w tym rejonie przez Ugedeja. Kiedy Czormagan zmarł w roku 1242, Bajdżu zajął jego miejsce, i niemal natychmiast zaatakował Sułtanat Rum, osłabiony po niedawnej rebelii Baby Ishaka. Jeszcze w tym samym roku zdobył Erzurum, a w roku następnym zadał armii sułtana Kaj Chusrau druzgocącą klęskę pod Köse Dağ. Następnie Mongołowie zdobyli i splądrowali Sivas i Kayseri. W wyniku najazdu spustoszony sułtanat Rum stał się lennem Mongołów, i zaczął płacić im trybut.
W roku 1244 Bajdżu wyparł z terytoriów zajętych przez Mongołów Chorezmijczyków i zażądał od Księstwa Antiochii podporządkowania się Mongołom. To prawdopodobnie wieści o tym ostatnim wydarzeniu skłoniły papieża Innocentego IV do wysłania na Bliski Wschód poselstwa, które 24 maja 1247 roku doprowadziło Bajdżu do furii swoim żądaniem podporządkowania się autorytetowi papieża i odmową trzykrotnego pokłonienia się przed nim jako reprezentantem Wielkiego Chana. Początkowo Bajdżu chciał zabić posłów, jednak pod wpływem otoczenia ostatecznie pozwolił papieskiej misji na opuszczenie go wraz z edyktem Wielkiego Chana Gujuka i osobistym listem Bajdżu do papieża.
W okresie interregnum po śmierci Ugedeja w 1241 roku Bajdżu podlegał rozkazom jego bratanka Batu-chana, głównego rywala Gujuka w walce o stanowisko Wielkiego Chana, który w związku z tym teraz odsunął go od dowodzenia. Gujuk jednak zmarł w roku 1248, a następca Bajdżu, Eldżigidej, został w roku 1251 zamordowany z rozkazu Batu w związku z jego opozycją wobec nowego Wielkiego Chana, Mongkego. W wyniku tych wydarzeń w roku 1252 Bajdżu powrócił na swoje dawne stanowisko. Kiedy w roku 1256 na Bliski Wschód przybył Hulagu, został mu on podporządkowany. Rashid ad-Din opisuje jak Hulagu wiosną 1257 roku miał skarcić Bajdżu za jego niedostateczne postępy, szczególnie w wojnie z kalifatem. Ta rozmowa jest bez wątpienia apokryficzna, ponieważ Bajdżu przebywał wówczas w Anatolii, jednak wydaje się, że dobrze oddaje ona stan napięcia jaki utrzymywał się pomiędzy dwoma mongolskimi wodzami. W roku 1256 sułtan Rum Kajkawus II podniósł bunt przeciwko Mongołom i na rozkaz Hulagu to właśnie Bajdżu go stłumił, burząc przy okazji stolicę sułtanatu, Konyę. Po tym zwycięstwie powrócił do głównej armii Hulagu i wyróżnił się w trakcie oblężenia Bagdadu.
Po raz ostatni Bajdżu jest wzmiankowany w kontekście przygotowań Hulagu do inwazji na Syrię we wrześniu 1259 roku. Według Rashid ad-Dina został zamordowany z rozkazu Hulagu, jednak nie podaje on żadnej daty. Wydarzenie to należy jednak najprawdopodobniej wiązać z działaniami przeciwko kontyngentom Złotej Ordy jakie Hulagu podjął po wybuchu kolejnej wojny domowej w imperium mongolskim w roku 1260, w której on i brat Batu-chana, Berke, stanęli po przeciwnych stronach. Bajdżu bowiem ciągle był uważany za dawnego człowieka Batu.
Bajdżu swoimi działaniami walnie przyczynił się do konsolidacji Mongolskiej władzy w Azerbejdżanie, który potem miał stać się centrum imperium Ilchanidów, a jego błyskotliwe kampanie przeciwko anatolijskim Seldżukom doprowadziły do dramatycznych politycznych zmian, które ostatecznie przyczyniły się do powstania państwa Osmanów.